# Mitt hierta hwij grämer tu tigh
Mitt hierta hwij grämer tu tigh (tyska: Warum betrübst du dich) är en tysk psalm skriven av Hans Sachs med 14 verser. Psalmen översattes till svenska av Olaus Petri. Den svenska översättningen har 15 verser och den danska 16 verser.

## Publicerad i
- Göteborgspsalmboken under rubriken "Om Gudz Barmhertigheet".[2]
- Den svenska psalmboken 1694 som nummer 333 under rubriken "Psalmer i Bedröfwelse/ Kors och Anfächtning".
- 1695 års psalmbok som nummer 282 under rubriken "Psalmer i Bedröfwelse / Korss och Anfächtning".[1]